# Thalassic
Thalassic är det finländska folk/melodisk death metal-bandet Ensiferums åttonde studioalbum, utgivet i juli 2020 på Metal Blade Records och i Japan på Chaos Reigns.
Albumet är bandets första med keyboardisten och sångaren Pekka Montin.
Musikvideor spelades in in till "Rum, Women, Victory", "Andromeda" och "Run from the Crushing Tide".

## Låtlista
1. "Seafarer's Dream" (instrumental) – 3:01
2. "Rum, Women, Victory" – 4:16
3. "Andromeda" – 4:04
4. "The Defence of the Sampo" – 4:50
5. "Run from the Crushing Tide" – 4:22
6. "For Sirens" – 4:40
7. "One with the Sea" – 6:11
8. "Midsummer Magic" – 3:42
9. "Cold Northland (Väinämöinen Part III)" – 8:41

Bonusspår på den japanska utgåvan
1. "Merille lähtevä" – 3:47
2. "I'll Stay by Your Side" (The Lollipops-cover) – 2:49
3. "Rum, Women, Victory" (demo) – 4:12

## Medverkande
Musiker
- Petri Lindroos – growl, gitarr
- Markus Toivonen – gitarr, bakgrundssång
- Sami Hinkka - basgitarr, sång, akustisk gitarr, bouzouki
- Pekka Montin - keyboard, sång
- Janne Parviainen – trummor, slagverk

Bidragande musiker
- Lassi Logrén - nyckelharpa, violin
- Mikko P. Mustonen - orkestrering, visslor, akustisk gitarr, sång, programmering
- Janne Joutsenniemi - gitarr, bakgrundssång

Produktion
- Janne Joutsenniemi – producent, inspelningstekniker
- Tero Kinnunen – inspelningstekniker
- Jens Bogren – mixning, mastering
- Mikko P. Mustonen – text, musik
- Gyula Havancsák – albumkonst, design
- Tuomas Tahvanainen – logotyp
- Vesa Ranta – foto